# Norra vesterbotten
Norra vesterbotten var en tidning som gavs ut i Skellefteå stad 1886–1887. Tidningen konkurrerade med den redan befintliga Skellefteå nya tidning. Norra vesterbotten uppgick 1887 i Skelleftebladet.
Tidningen gavs ut av Umebladets grundare  fil.kand Eric Lindroth som erhöll utgivningsbevis den 10 november 1886. Från dess start och fram till 6 juli 1887 trycktes tidningen hos Nya Boktryckeriet därefter hos Erik Hallbom. Inledningsvis gavs den ut två gånger i veckan men de sista nio månaderna gavs den ut en gång i veckan.